# Titularbistum Caffa
Das Bistum Caffa (lateinisch Dioecesis Caffena) ist ein Titularbistum der römisch-katholischen Kirche. 
Es geht zurück auf einen Bischofssitz in der Stadt Caffa (heute Feodossija), die sich in der Region Taurien auf der Halbinsel Krim befindet. 
| Titularbischöfe von Caffa |                                                           |                                                               |                   |                   |
| Nr.                       | Name                                                      | Amt                                                           | von               | bis               |
| 1                         | Franciscus de Carvajal y Luna                             |                                                               | 13. Mai 1686      | 1690              |
| 2                         | Joseph Augustin Hagendorens CP                            | Apostolischer Vikar von Tshumbe (Belgisch-Kongo)              | 23. März 1947     | 10. November 1959 |
| 3                         | Eusebius John Crawford OP                                 | Apostolischer Vikar von West-Salomonen (Salomonen)            | 1. März 1960      | 15. November 1966 |
| 4                         | Efraím Basílio Krevey OSBM (Efraím Basílio Krevey Krevei) | Koadjutorbischof von São João Batista em Curitiba (Brasilien) | 29. November 1971 | 10. März 1978     |